# قناة رومانية

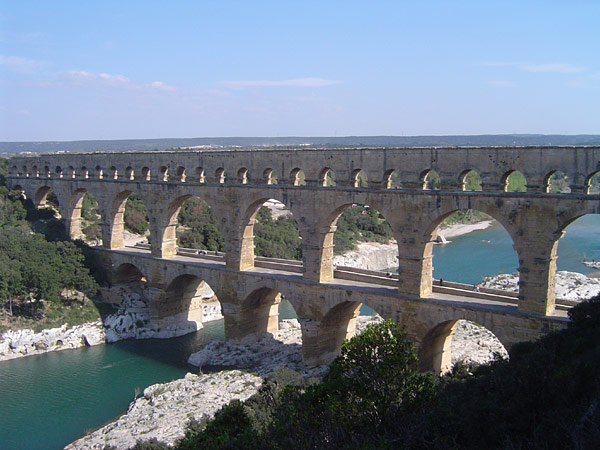
بونت دو جارد، فرنسا، وهي قناة من الحقبة الرومانية - حوالي 19 قبل الميلاد.

بنى الرومان القدماء في الغالب العديد من القنوات لخدمة أي مدينة كبيرة في إمبراطوريتهم، بالإضافة إلى العديد من البلدات الصغيرة والمواقع الصناعية ساعد في إزالة النفايات. و هناك وصف جيد لأساليب البناء من فيتروفيوس في عمله De Architectura والذي كتبه في القرن الأول قبل الميلاد. وقدّم كتابه عونا كبيرا لفرونتينوس، وهو الجنرال الذي عين في أواخر القرن الأول الميلادي لإدارة العديد من القنوات في روما. فقد اكتشف وجود اختلاف بين المياه من المصدر ومياه الامدادات وذلك بسبب وجود أنابيب غير مشروعة مدرجة في بعض القنوات لتحويل المياه، وقد قدم تقريرا عن جهوده الرامية إلى تحسين وتنظيم النظام إلى الإمبراطور نيرفا في نهاية القرن الأول الميلادي. ويعرف تقرير التحقيق معه ب De aquaeductu. بالإضافة إلى قنوات المياه والبناء، بنى الرومان العديد من الإنفاق والقنوات المحفورة في باطن الأرض، وعادة مع بطانة من الطين. كانت هذه القنوات تخدم المواقع الصناعية مثل منجم الذهب، رصاص ومناجم القصدير، والحديد والمطاحن المائية والحمامات. فقد كانت القنوات الصناعية أرخص بكثير من تصميم البناء، ولكن جميع القنوات تطلبت مسحا جيدا لضمان تدفق منتظم وسلس للمياه.

## الهندسة
و يقدّر الطول الاجمالي للقنوات المائية في مدينة روما من 420 كم إلى أكثر من 500 كم بقليل. ومع ذلك، فهي تغطي 29 ميلا فقط (47 كم) فوق سطح الأرض، حيث أن معظم القنوات الرومانية كانت تحت سطح الأرض. وساهم البناء تحت الأرض على حماية المياه وجعلها خالية من الأمراض (جثث الحيوانات النافقة لن تكون قادرة للوصول إلى قناة)، وساهم ذلك أيضا في حماية القنوات من هجوم العدو. وتعتبر قناة القسطنطينية أطول قناة رومانية (مانجو 1995). «إن النظام المعروف هوب ناء ما لا يقل عن مرتين ونصف طول أطول القنوات الرومانية التي سجلت في قرطاج وكولونيا، ولكن الأهم من ذلك أنه يمثل واحدا من أبرز إنجازات المسح في أي مرحلة ما قبل المجتمع الصناعي».
و تعتبر وقناطر زغوان ثاني أطول قناة حيث تبلغ من الطول 57.5 ميلا (92.5 كيلومتر). وقد بنيت في القرن الثاني لتزويد قرطاج (في تونس الحديثة) بالمياه.
و ينبغي التفريق بين القناة المائية وبين الأروقة، وسلسلة الأقواس، المعروفة عبر صور القنوات.و بنيت هذه الأقواس - أحيانا على مستويات عدة وجنبا إلى جنب مع الأنفاق - على أرض غير نظامية وبقيت على نفس وجهتها لفترة طويلة من أجل الحفاظ على مساحة أرض القناة وتدفق المياه.

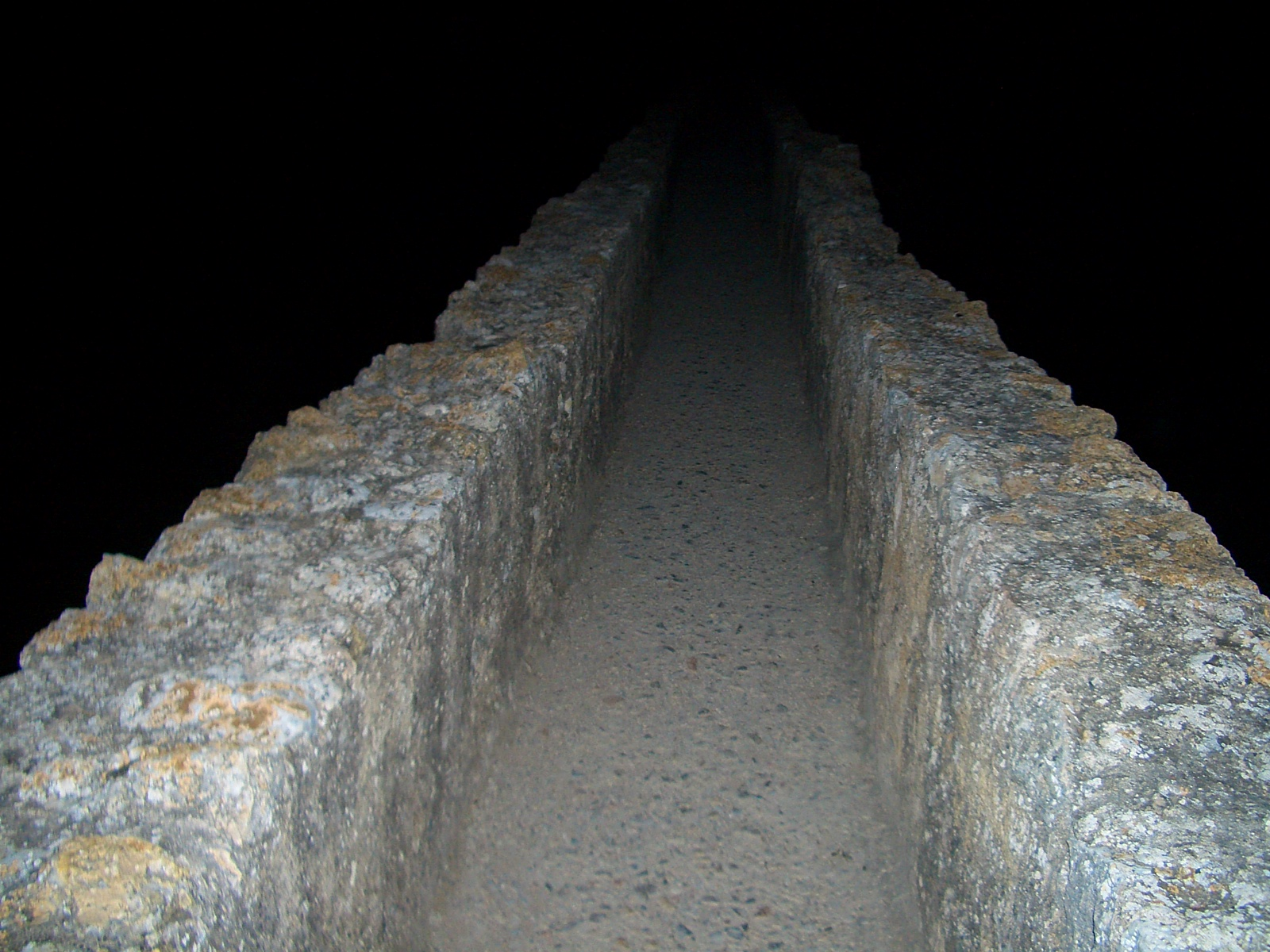
حمل المياه من قناة قناطر تاراغون

القنوات الرومانية كانت إنشاءات متطورة للغاية. وقد بنيت بكثير من العبء وبمعايير تكنولوجية التي كان لها انحدار (على سبيل المثال، في بونت دو جارد) 34 سم لكل كيلومتر فقط (3.4:10,000)و كان ينحدر 17 متر عموديا فقط في طوله الكامل البالغ 50 كم (31 ميلا). وبسبب دعم الجاذبية الأرضية الكامل، فيمكنها أن تحمل كميات كبيرة من المياه بكفاءة عالية. فقناة بونت دو جارد تستطيع نقل ما يصل إلى 20,000 متر مكعب—ما يقارب 6 ملايين غالون في اليوم، والقنوات المائية المشتركة لمدينة روما وفرت حوالي مليون متر مكعب (300 مليون جالون) يوميا. بيد أن هذه الأرقام كانت مصدرا غنيا لعلم هيدرولوجيا مستجمعات المياه وتقنيات تنظيم القنوات المياه، حسب ما اتضح من الدراسات التي أجريت مؤخرا. (على سبيل المقارنة فأن الحد الأقصى يمثل قيمة أكبر من 25 ٪ من إمدادات المياه الحالية في مدينة بنغالور، التي يبلغ عدد سكانها 6 ملايين). وفي بعض الأحيان، كان يتم استخدام انابيب مضغوطة بفعل الجاذبية من أجل اجبار الماء على الارتفاع عندما كان يتوجب عليها عبور منخفضات اعمق من 50 م (كما تم استخدام الجسور الزوجية).و يستخدم المهندسين الهيدروليكيين الجدد تقنيات مشابهة لتمكين الصرف الصحي وأنابيب المياه من عبور المنخفضات.
بالإضافة إلى الخبرة الفنية اللازمة لبنائها، فقد تطلبت القنوات الرومانية نظاما شاملا لأعمال الصيانة العادية لإصلاح الانتهاكات العارضة، ولمسح اثار الحطام، وإزالة تراكم المواد الكيميائية مثل كربونات الكالسيوم التي تحدث بصورة طبيعية في المياه.

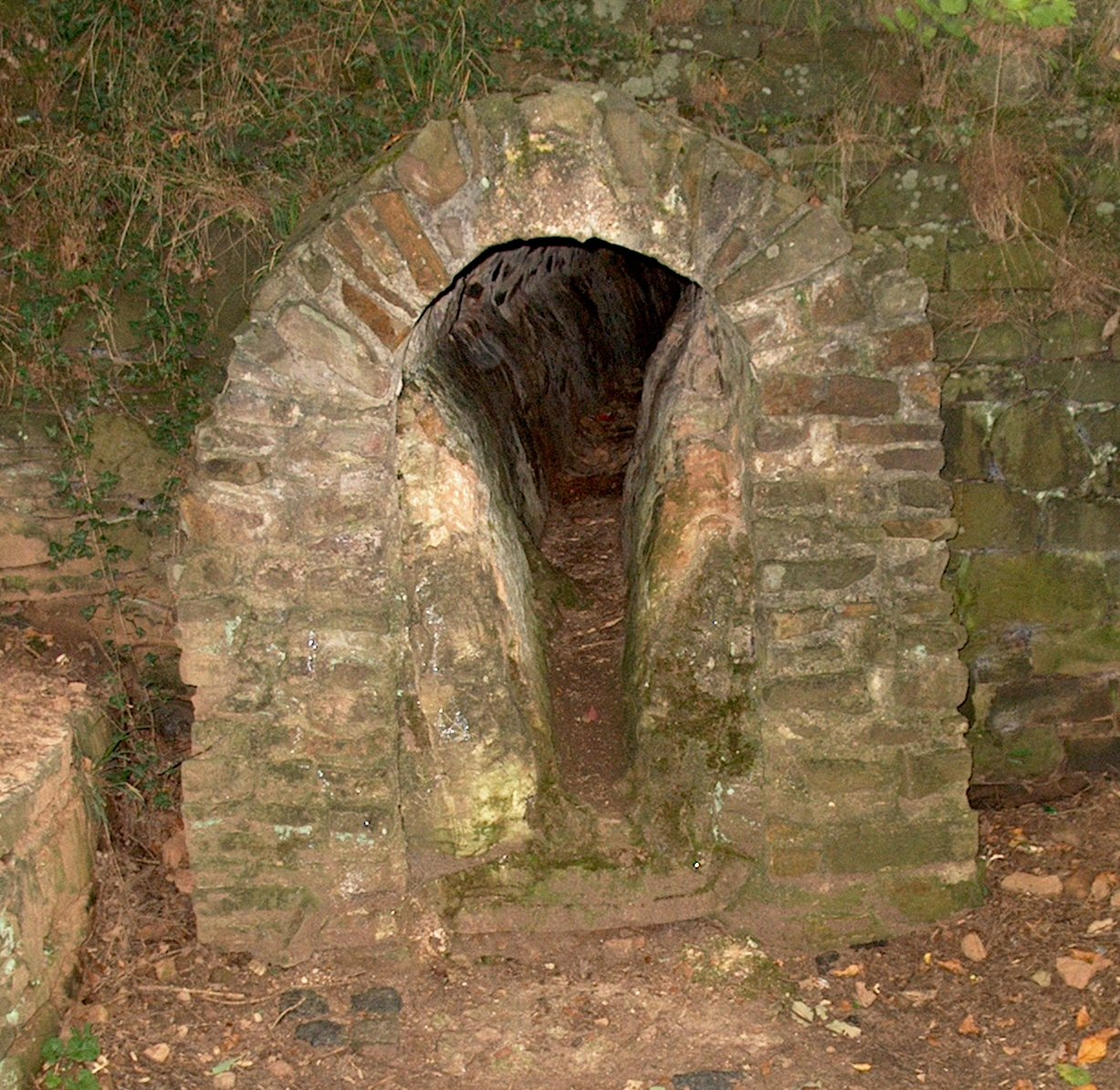
جزء من قناة ايفيل ،ألمانيا، التي بنيت في 80 ميلادي، ويظهر اثر كربونات الكالسيوم على جانبي القناة دون صيانة دورية.

وصف فيتروفيوس 8 في كتابه DeArchitectura أساليب بناء القنوات والمساحة المطلوبة لضمان انتظام امدادات المياه.و يحدد الكتاب الاختبارات اللازمة للتأكد من أن المياه الصالحة للشرب، كما ويحذر من استخدام أنابيب الرصاص لسميتها، ويوصي إما ببناء قنوات أو استخدام أنابيب من الطين. ويقترح إلى ايجاد تدرج منخفض لا يقل عن 1\ 4800 للقناة، حيث أنه من المفترض ان يحمي ذلك البناء من الضرر.و تتفق هذه القيمة تماما مع التدرجات المقاسة من القنوات القائمة حتى الآن، ولكن العديد من القنوات المؤقتة - مثل تلك المستخدمة لتعدين الذهب، على سبيل المثال في ديلوكوثي وفي ويلز ولاس ميدولاس في شمال إسبانيا، هي أعلى من ذلك بكثير. في ديلوكوثي، ينحدر البناء الذي يبلغ طوله 7 اميال حتى درجة 1:700، وتعتبر هذه الدرجة أعلى مما هي في القنوات مؤقتة البناء.فيتروفيوس أيضا وصف بناء السيفون المقلوب ومشاكل التفجرات في الأماكن التي يكون فيها الضغط عاليا. القنوات بنيت لتزويد الطواحين المائية، أشهر مثال محفور عليها يقع في باربيغال على نظام تزويد المياه لبونت دو جارد. الهندسة هنا أمر مثير للإعجاب، حيث أن قناة واحدة تدفع 16 مطحنة مرتبطة معا في سلسلة واحدة.

## بناء قنوات المياه الرومانية

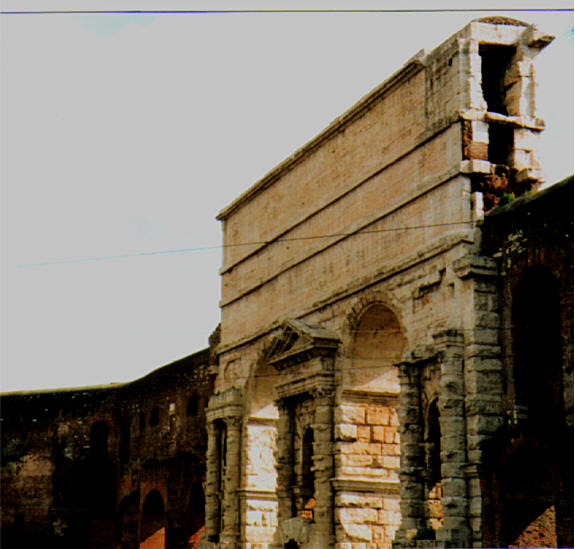
المتبقي من القنوات وأكوا أكوا كلوديا مريض نوفوس، مندمجة في وول أورليان كبوابة في 271 ميلادي.

تتطلب القنوات تخطيطا دقيقا جدا قبل البناء، ولا سيما لتحديد مصدر المياه التي ستستخدم، وطول القناة المطلوب وحجمها.و كانت بحاجة إلى مهارة كبيرة لضمان الدرجة العادية، حتى تتدفق المياه بسلاسة من مصدرها دون إتلاف جدران القناة. ومع ازدياد الحاجة للمياه، وجب استخدام مصادر إضافية، عبر الاستفادة في كثير من الأحيان من الهياكل القائمة، كما هو الحال مع كلوديا أكوا ومريض نوفوس في روما. ووصف فيتروفيوس و فرونتينوسمشاكل بناء قناطر واستخدامها، فقد قام فونتينوس بإصدار تقرير طويل عن حالة قنوات المياه في روما في السنوات الأخيرة من القرن الأول الميلادي.
و تم استخدام العديد من أدوات المسح في بناء قنوات المياه الرومانية، ومن الأمثلة على ذلك هي chorobates الشوروبيتس. ‏ وتستخدم في لقياس مستوى التضاريس قبل البناء. وكانت عبارة عن اطار خشبي مدعوم بأربعة قوائم مع لوح مسطح يزود منسوب المياه وبعض الاقواس الخشبية لتثبيت الخزائن.و من الأدوات الأخرى التي تستخدم في بناء القناطر هي groma الجروما وكانت تستخدم لقياس الزوايا. وتتألف الجرزما من حجارة تتدلى من أربع سلاسل متعامدة مع بعضها البعض. وعرفت الاداة السابقة للمزواة - جهاز قياس الزوايا الحالي- باسم dioptra ديوبترا، وكانت تستخدم لقياس الزوايا الرأسية.

## القنوات الصناعية

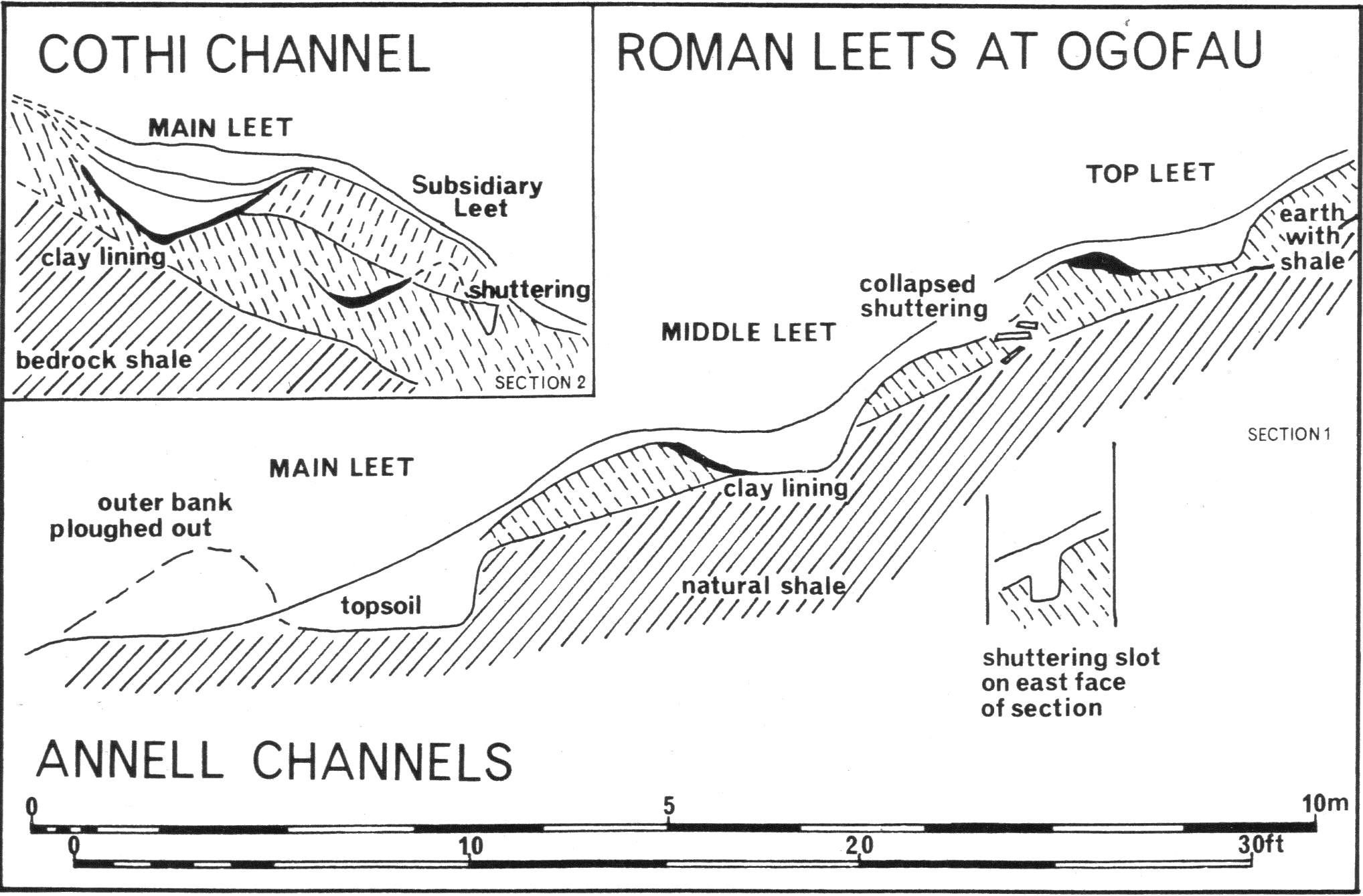
القنوات المائية في دولوكوثي

تم بناء العديد من القنوات لتوفير المياه إلى المواقع الصناعية، مثل مناجم الذهب، حيث كان التنقيب يتم باستخدام المياه أو عن طريق التعدين الهيدروليكي، ومن ثم سحق وغسل المواد الخام لاستخراج الذهب. وعادة ما تتألف من قناة مفتوحة حفرت في الأرض، مع بطانة الطين لمنع وقوع خسائر المفرط للمياه، وأحيانا مع اغلاق خشبية. وكثيرا ما يعرفون باسم ليت s. القنوات الصناعية ومع ذلك، فقد بنيت بعناية تماما كما هياكل البناء، ولكن في كثير من الأحيان علىانحدار أعلى وذلك لتوفير مزيد من وحدات التخزين اللازمة لعمليات التعدين. 

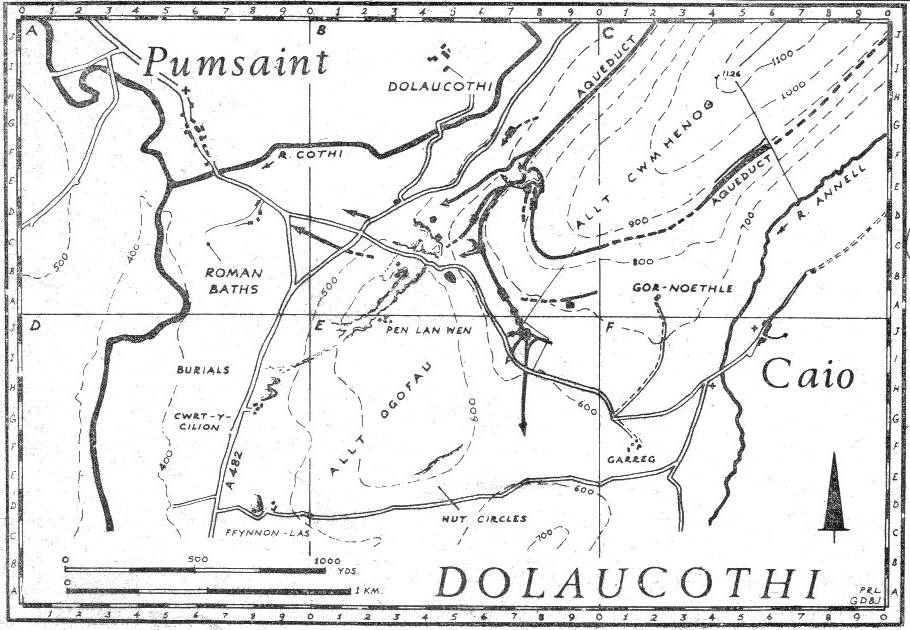
خريطة لمنجم الذهب

و استخدمت الكميات الكبيرة من المياه التي مرت عبر القنوات الصناعية للتنقيب عن المواد الخام من أجل تخفيف العبء على كاهل العمال، ومن أجل تشغيل المواد الخام في طريقة تعرف باسم الطمس. هذا الأسلوب كان يستخدم بخلطه مع اعدادات الحريق، الذي يقوم بخلق مواجهة حرائق ضد الصخور الصلبة لإضعافها وبذلك تسهيل عملية إزالتها. وكانت طرق التعدين هذه تستخدم في العصور الوسطى حتى انطلق الاستخدام الواسع للمتفجرات. ويمكن أن تستخدم المياه أيضا لغسل المواد الخام، ولا سيما الذهب و القصدير، وربما لتشغيل آلات بسيطة مثل مطارق سحق المواد الخامو عجلات المياه.
و يمكن مشاهدة ما تبقى من هذه القنوات الصناعية اليوم في مواقع مثل دولوكوثي في جنوب غرب ويلز، وفي لاس ميدولاس في شمال غرب إسبانيا. هذه المواقع تظهر القنوات متعددة، بدعوى أنها قصيرة الأجل نسبيا وتدهورت بسرعة. هناك، على سبيل المثال، ما لا يقل عن سبعة قنوات صناعية كبرى في لاس ميدولاس، وخمسة على الأقل في دولوكوثي تقوم بتوفير المياه من الأنهار المحلية مباشرة إلى رأس المنجم. ويسمح الرق الممسوح من مثل هذه القنوات بالاستدلال على تسلسل التعدين.

## انخفاض واضح في قنوات المياه

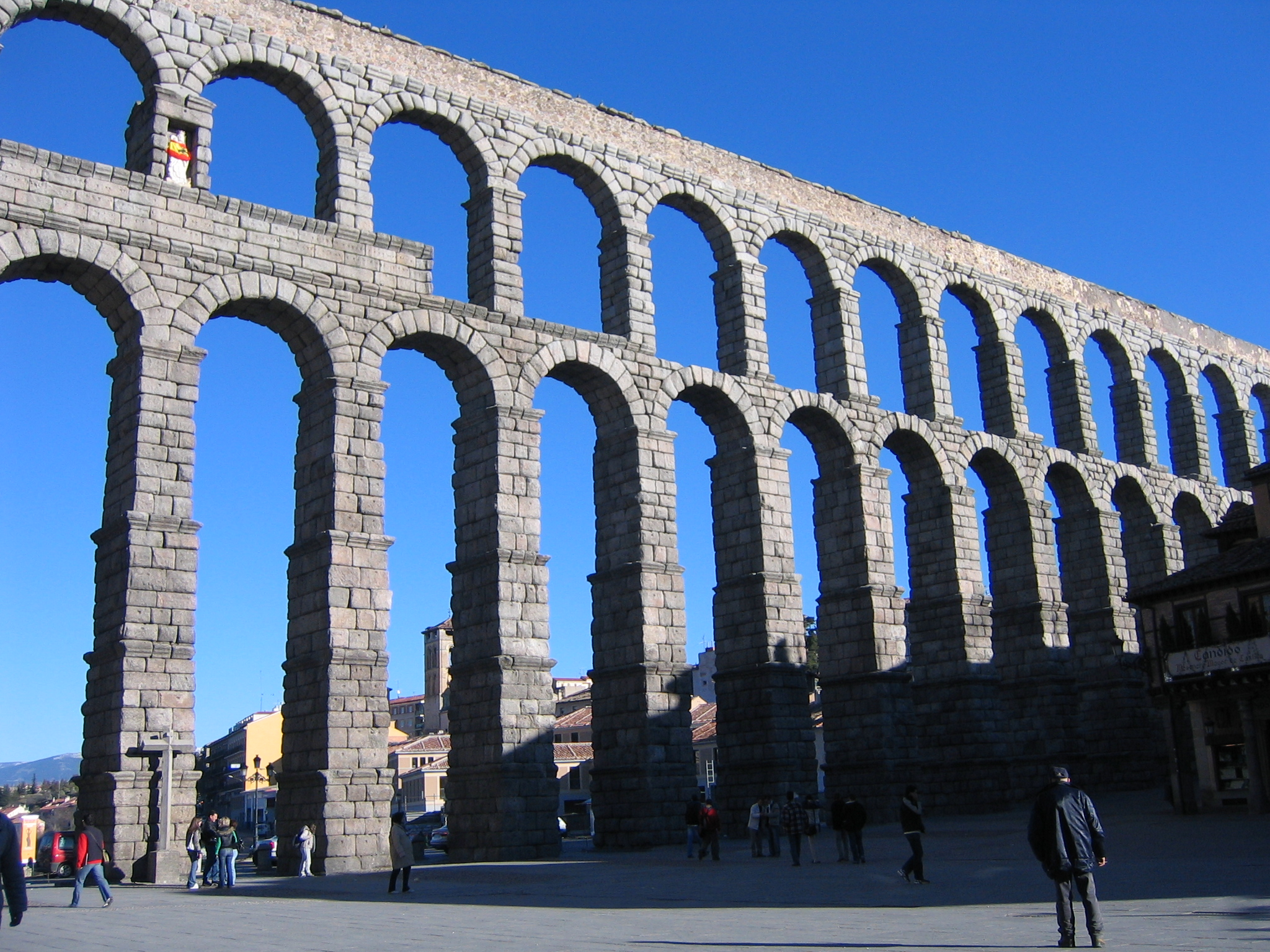
قناطر سيغوفيا

مع سقوط الإمبراطورية الرومانية، وعلى الرغم من انه تم قطع بعض القنوات عمدا من قبل الأعداء، إلى أن عددا أكبر تعرضت للهجر بسبب عدم وجود نظام صيانة منظم. فالتراجع في أداء القنوات لتوصيل المياه كان له أثر كبير على عملية انخفاض عدد السكان في مدينة روما من العدد المرتفع الذي وصل اليه (أكثر من مليون في العصور القديمة) إلى حد أقل بكثير في العصور الوسطى، حيث انخفض حتى وصل 30,000. من ناحية أخرى، فإن العديد غيرهم في أماكن أخرى من الامبراطورية استمر استخدامها، مثل القناة في سيغوفيا في إسبانيا، وهو البناء الذي يتقدم على بونت دو جارد باستخدام عدد أقل من الأقواس من أكبر ارتفاع وبالتالي توفير أكبر في استخدام المواد الخام. ولم تفقد المهارة في بناء القنوات، وخاصة القنوات الصغيرة، فهذه القنوات الأكثر تواضعا استخدمت لإمداد عجلات المياه. معظم هذه المصانع في بريطانيا قد طورّت في فترة العصور الوسطى لإنتاج الخبز، واستخدمت أساليب مشابهة لتلك التي وضعت من قبل الرومان مع استخدام قنوات صناعية لاستغلال الأنهار والجداول المحلية. وساعدت ابنية القنوات الضخمة والكثير من الآثار الباقية مثل البنثيون، المدرج، وحمامات ديوكليتيان في إلهام المهندسين المعماريين من عصر النهضة.

## اقرأ أيضا
- دي اكويدوكتوDe aquaeductu
- قائمة جسور القنوات الرومانية
- دي ارشيتيتورا De Architectura
- دولوكوثي
- Frontinus فرونتينوس
- التعدين الهيدروليكي
- الهيدرولوجيا
- القنوات الصناعية  [لغات أخرى]‏
- العمارة الرومانية
- الهندسة الرومانية
- الصرف الصحي في روما القديمة
- فيتروفيوس

## الروابط الخارجية
- Sextus Julius Frontinus, De Aquaeductu Urbis Romae (On the water management of the city of Rome), translated by R. H. Rodgers. University of Vermont, 2003.
- Waters of the City of Rome -.—sophisticated maps and images
- Imperial Rome Water Systems
- Roman Aqueducts Today
- Lacus Curtius -entry on Roman waterworks.
- 600 Roman aqueducts - with 25 descriptions in detail.
- (بالإيطالية) Map of Roman aqueducts-*
- Roman Aqueduct Manual -NOVA outline
- Hydraulics of Roman Aqueducts - "Myths, Fables, Realities.—A Hydraulician's perspective
- Hubert Chanson A dozen freely available published research articles on Roman aqueduct hydraulics and culvert design, and related topics by Professor Hubert Chanson, Department of Civil Engineering, The University of Queensland.